# Schlacht bei Kressenbrunn
Die Schlacht bei Kressenbrunn war eine siegreiche Entscheidungsschlacht des böhmischen Königs Ottokar II. Přemysl über die Ungarn unter  König Béla IV. Sie wurde im Juli 1260 im Südosten des Marchfeldes bei dem Dorf Kressenbrunn, heute Groißenbrunn in Niederösterreich, geschlagen.

## Vorgeschichte
Der Ausbreitung des böhmischen Reiches unter Ottokar II. Mitte des 13. Jahrhunderts wollten die ungarischen Könige Einhalt gebieten. Ab dem Frühjahr 1260 verbündete sich der ungarische König mit Daniel Romanowitsch von Galizien, dem König von Galizien und dem Großherzog von Krakau Boleslav V. Hinzu kamen Serben, Bulgaren, Wallacher und Griechen. Auch der Khan der Tataren Burundaj schickte seine Krieger. Das Heer erreichte eine Stärke von angeblich 30–40.000 Mann. Die Heeresstärke Ottokars, bestehend aus Böhmen, Mährern und Österreichern sowie verstärkt durch Truppen der Markgrafen aus Brandenburg, Meißen sowie Verbände aus Schlesien betrug angeblich 30–35.000 Mann, einschließlich der gepanzerten Reiter. Das böhmische Heer sammelt sich beim niederösterreichischen Laa an der Thaya, an der Grenze zu Mähren.

## Schlachtverlauf
Eine Zeit lang belagerten sich beide Heere an der Grenze zwischen Österreich und Ungarn, die Böhmen auf der rechten, die Ungarn auf der linken Seite der March. Keiner der beiden Könige wollte den Fluss, aus Angst vor einem Unglück, überqueren. Schließlich unterbreitete Ottokar dem ungarischen König Béla den Vorschlag, dass unter ritterlichen Bedingungen eines der Heere den Fluss ohne Angriff der Gegner überqueren darf. Die böhmischen Soldaten zogen sich teilweise tief in das Land zurück, da sie zunächst keinen Angriff der Ungarn erwarteten.
Diese Situation nutzte allerdings Stephan, Sohn des ungarischen Königs, zu einem Angriff und traf im Ort Kressenbrunn auf die berittenen schwerbewaffneten böhmischen Soldaten. Ottokar rief die ruhenden Gruppen zurück. Unter Führung des Prager Burggrafen Jaroš z Poděhuz stürmte die berittene Truppe den Ungarn entgegen. Kurze Zeit später schloss sich der böhmische Marschall Wok von Rosenberg mit seinen Männern dem Kampf an. Sie schlugen den ersten Angriff der Ungarn zurück und Prinz Stephan musste schwer verwundet das Feld räumen. Nachdem die restlichen böhmischen Heere eingetroffen waren, flüchtete die ungarische Armee. Sie verlor dabei angeblich 10.000 Mann auf dem Feld, viele davon ertranken im Fluss.

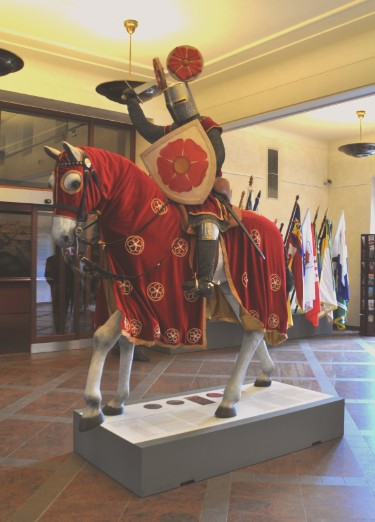
Rekonstruktion des böhmischen Marschalls Wok von Rosenberg

## Folgen
Am 12. Juli bot Béla Friedensverhandlungen an. Ottokar erhielt im Frieden von Wien 1261 die Steiermark und zur Erneuerung des Friedens wurde die Vermählung Ottokars mit Kunigunde von Halitsch beschlossen.

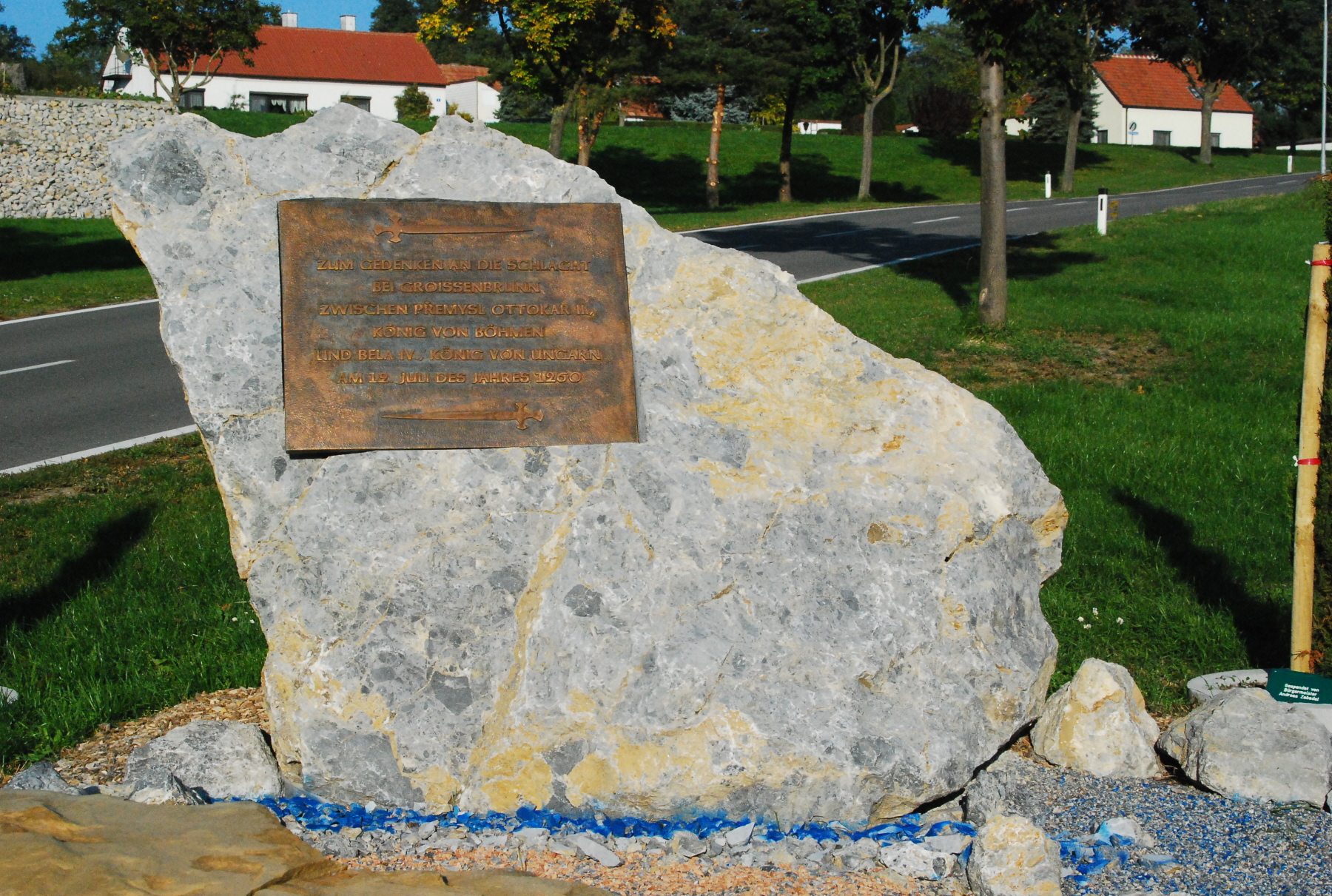
Denkmal

## Denkmal
Zum Gedenken der Schlacht wurde im Jahr 2010, zu ihrem 750. Jahrestag, ein Denkmal eingeweiht. Das Denkmal befindet sich am östlichen Rand der Gemeinde Groißenbrunn, an der Schloßhofer Straße. Entwurf und Gestaltung der Bronzetafel stammen von Vladislav Plekanec.